# 第二期民主党をつくる有志の会
第二期民主党は、民主党のグループ。正式名称は「第二期民主党をつくる有志の会」。
2002年、菅直人、鳩山由紀夫の二枚看板（いわゆる「鳩菅体制」）に危機感を覚えた党所属の若手・中堅議員らが、世代交代を図るため結成された。

## 概要
当時、若手中堅議員が作成した議案が党幹事会でことごとく修正、否決されたことが続き「抵抗勢力は自民党ではなく民主党内の長老議員だ」という不満があったことが結成の背景にある。
また第二期民主党の名称は菅・鳩山ら党草創期の幹部による民主党を第一期民主党として区別するための、前原誠司、野田佳彦、松沢成文らによる造語である。

## 経歴
- 2002年 野田佳彦、前原誠司、松沢成文らが、党代表選挙にあたり、「第二期民主党をつくる有志の会」結成
- 2005年 前原誠司が民主党代表就任。

## 主要なメンバー
- 前原誠司（衆議院議員（11期）・京都2区、日本維新の会共同代表、教育無償化を実現する会代表、第5代民主党代表、第3代民進党代表）
- 野田佳彦（衆議院議員（10期）・千葉14区、第3代立憲民主党代表、第95代内閣総理大臣、第9代民主党代表、院内会派「社会保障を立て直す国民会議」代表）
- 松沢成文（参議院議員（3期）・神奈川県選挙区、元衆議院議員（3期）・神奈川9区、日本維新の会所属、政治団体「神奈川力」代表、民選第15・16代神奈川県知事、初代希望の党代表）
- 河村たかし（衆議院議員（6期）・愛知1区、日本保守党共同代表、第32-35代名古屋市長、減税日本代表）